# Michael Dummett
Michael Anthony Eardley Dummett (27. června 1925, Londýn – 27. prosince 2011, Oxford) byl britský filozof, profesor na Oxfordské univerzitě.
Byl představitelem analytické filozofie, který se věnoval především oblasti logiky, filozofie matematiky a jazyka. Byl silně ovlivněn německým filozofem Gottlobem Fregem, jehož dílo originálně interpretoval, a to především v knize Frege: Philosophy of Language z roku 1973. Angažoval se v protirasistickém hnutí, své politické postoje v této věci shrnul v knize On Immigration and Refugees. V knize se věnuje též ožehavé otázce Fregeho antisemitismu). V češtině kniha vyšla pod názvem O přistěhovalectví a uprchlících. Věnoval se též problematice volebních systémů a sám jeden navrhl, když modifikoval tzv. Bordovu metodu. K méně obvyklým předmětům jeho odborného zájmu patřily dějiny karetních her, zejména tarotu. Zastává názor, že tarotové karty sloužily původně hře a veškerý okultismus se na ně nabalil až v 18. století.